# Hanna Tchoubatch
 (juillet 2025).
Si vous disposez d'ouvrages ou d'articles de référence ou si vous connaissez des sites web de qualité traitant du thème abordé ici, merci de compléter l'article en donnant les références utiles à sa vérifiabilité et en les liant à la section « Notes et références ».
Hanna Tanassivna Tchoubatch, (en ukrainien : Чубач Ганна Танасівна née le 6 janvier 1941 à Polske, décédée 19 février 2019), est une poétesse, journaliste et autrice de chansons ukrainienne.